# Jaguar Racing
Jaguar Racing je britanska automobilistička momčad proizvođača luksuznih i sportskih automobila Jaguar. Momčad se trenutno natječe u FIA Formula E prvenstvu pod imenom Jaguar Racing Formula-E Team. Momčad se natjecala u Formuli 1 od 2000. do 2004. Prve bodove momčadi donio je Eddie Irvine četvrtim mjestom na Velikoj nagradi Monaka 2000. Isti vozač je na istoj utrci godinu kasnije trećim mjestom, Jaguaru donio prvo postolje. Najuspješnija sezona za Jaguar bila je 2003., kada je momčad osvojila ukupno 18 bodova, te završila na sedmom mjestu u ukupnom poretku konstruktora. Sredinom studenog 2004. Red Bull da je kupio momčad, koja je sljedeće 2005. promijenila ime u Red Bull Racing.

## Vanjske poveznice
- Jaguar - Stats F1
- Jaguar Racing - Formula E website